# 다르푸르저빌
다르푸르저빌(Gerbillus muriculus)은 황무지쥐아과에 속하는 설치류의 일종이다. 주로 수단 서부에 분포한다. 모식산지는 수단 다르파르 마두 엘 파셰르 북동부 129km 지역이다.